# 伊藤健太 (アナウンサー)
伊藤 健太（いとう けんた、1987年12月10日 - ）は、元岩手めんこいテレビのアナウンサー。

## 略歴
東京都江戸川区出身。早稲田大学文学部卒業後、2011年4月、岩手めんこいテレビ入社、2016年12月退社。
大学の同級生に元仙台放送の稲垣龍太郎（FNS系列でも同期）、テレビユー山形の矢作有美花、九州朝日放送の長岡大雅がいる。

### 過去の担当番組
- mitみんなのニュース
- mitニュース
- 山・海・漬

- FNNスピーク（フジテレビアナウンサーの奥寺健夏期休暇中の代理出演）
- mitスーパーニュース

## 執筆
- 伊藤健太アナの SPORTS CHANNEL （フリーペーパー「マ・シェリ」 943号 - 1002号連載、2014年 - 2016年）[1][2]